# Coupe d'Angleterre de football 1911-1912
Navigation
Coupe d'Angleterre 1910-1911 Coupe d'Angleterre 1912-1913
La Coupe d'Angleterre de football 1911-1912 est la 41e édition de la Coupe d'Angleterre, la plus ancienne compétition de football, la Football Association Challenge Cup (généralement connue sous le nom de FA Cup).
Barnsley remporte la compétition pour la première fois de son histoire, battant West Bromwich Albion en finale sur le score de 1 à 0 après un match d'appui à Bramall Lane à Sheffield.

## Compétition

### Quarts de finale
Les quarts de finale ont lieu le 9 mars 1912.
| Équipe 1             | Résultat | Équipe 2         |
| -------------------- | -------- | ---------------- |
| Barnsley             | 0 - 0    | Bradford City    |
| West Bromwich Albion | 3 - 0    | Fulham           |
| Swindon Town         | 2 - 1    | Everton          |
| Manchester United    | 1 - 1    | Blackburn Rovers |

Premier match d'appui :
| Équipe 1         | Résultat | Équipe 2          |
| ---------------- | -------- | ----------------- |
| Bradford City    | 0 - 0    | Barnsley          |
| Blackburn Rovers | 4 - 2    | Manchester United |

Deuxième match d'appui :
| Équipe 1 | Résultat | Équipe 2      |
| -------- | -------- | ------------- |
| Barnsley | 0 - 0    | Bradford City |

Troisième match d'appui :
| Équipe 1 | Résultat | Équipe 2      |
| -------- | -------- | ------------- |
| Barnsley | 3 - 2    | Bradford City |

### Demi-finales
Les demi finales ont lieu le 30 mars 1912, tous les matchs ont lieu sur terrain neutre.
| Équipe 1             | Résultat | Équipe 2         |
| -------------------- | -------- | ---------------- |
| Barnsley             | 0 – 0    | Swindon Town     |
| West Bromwich Albion | 0 - 0    | Blackburn Rovers |

Matchs d'appui le 3 avril 1912.
| Équipe 1             | Résultat | Équipe 2         |
| -------------------- | -------- | ---------------- |
| Barnsley             | 1 – 0    | Swindon Town     |
| West Bromwich Albion | 1 - 0    | Blackburn Rovers |

### Finale
| Finale de la coupe d'Angleterre 1911-1912 | Barnsley | 0 – 0   | West Bromwich Albion | Crystal Palace, Londres |                      |
| 20 avril 1912                             |          | (0 – 0) |                      | Spectateurs : 54 434    | Spectateurs : 54 434 |

Match d'appui :
| Finale de la coupe d'Angleterre 1911-1912 | Barnsley | 1 – 0   | West Bromwich Albion | Bramall Lane, Sheffield |                      |
| 24 avril 1912                             |          | (0 – 0) |                      | Spectateurs : 38 555    | Spectateurs : 38 555 |